# Église Saint-Félix de Saint-Félix-de-Tournegat
L'église Saint-Félix de Saint-Félix-de-Tournegat est un édifice de style roman du XIIe siècle sur la commune de Saint-Félix-de-Tournegat, dans le département de l'Ariège, en région Occitanie.

## Description
C’est une église à l'origine romane à simple nef élevée mais étroite. Le clocher-mur est surmonté de créneaux et percé de cinq baies pour les cloches (trois seulement y prennent place : deux datant de 1887 et une datant du 19 mai 1697 où l'on peut lire : Christus Vincit, Regnat, Imperat, Peste, Fame, Bello et Tempestate nos Defendit - Sancte Felix, Ora Pro Nobis - Rector Boyer, c'est-à-dire « Le Christ vainc, règne, commande, et nous défend de la peste, de la faim, de la guerre et de la tempête - saint Félix, priez pour nous - Curé Boyer »).

## Localisation
Elle se trouve au cœur du village à 320 m d'altitude sur une colline. Avec Saint-Martin-d'Oydes, il s'agit de l'autre circulade ou village rond du département de l'Ariège.

## Historique
Selon Claudine Pailhès, l'église appartenait en 1224 à l’abbaye Saint-Volusien de Foix, puis à partir du XIVe siècle au diocèse de Mirepoix et rentrera dans le marquisat de Portes (lire paragraphe Histoire de la commune voisine de Manses) au XVIIIe.
L'église fait l'objet d'un classement en totalité au titre des monuments historiques par arrêté du 13 février 1996. La muraille d'enceinte, les fossés et les lieux attenants sont inscrits à l'inventaire par arrêté du 27 mai 1993. En effet, les maisons qui enserrent l'édifice religieux constituaient en elles-mêmes une enceinte fortifiée. Entourées de fossés, elles forment une ellipse autour de l'église pouvant ainsi assurer une défense efficace.

## Galerie

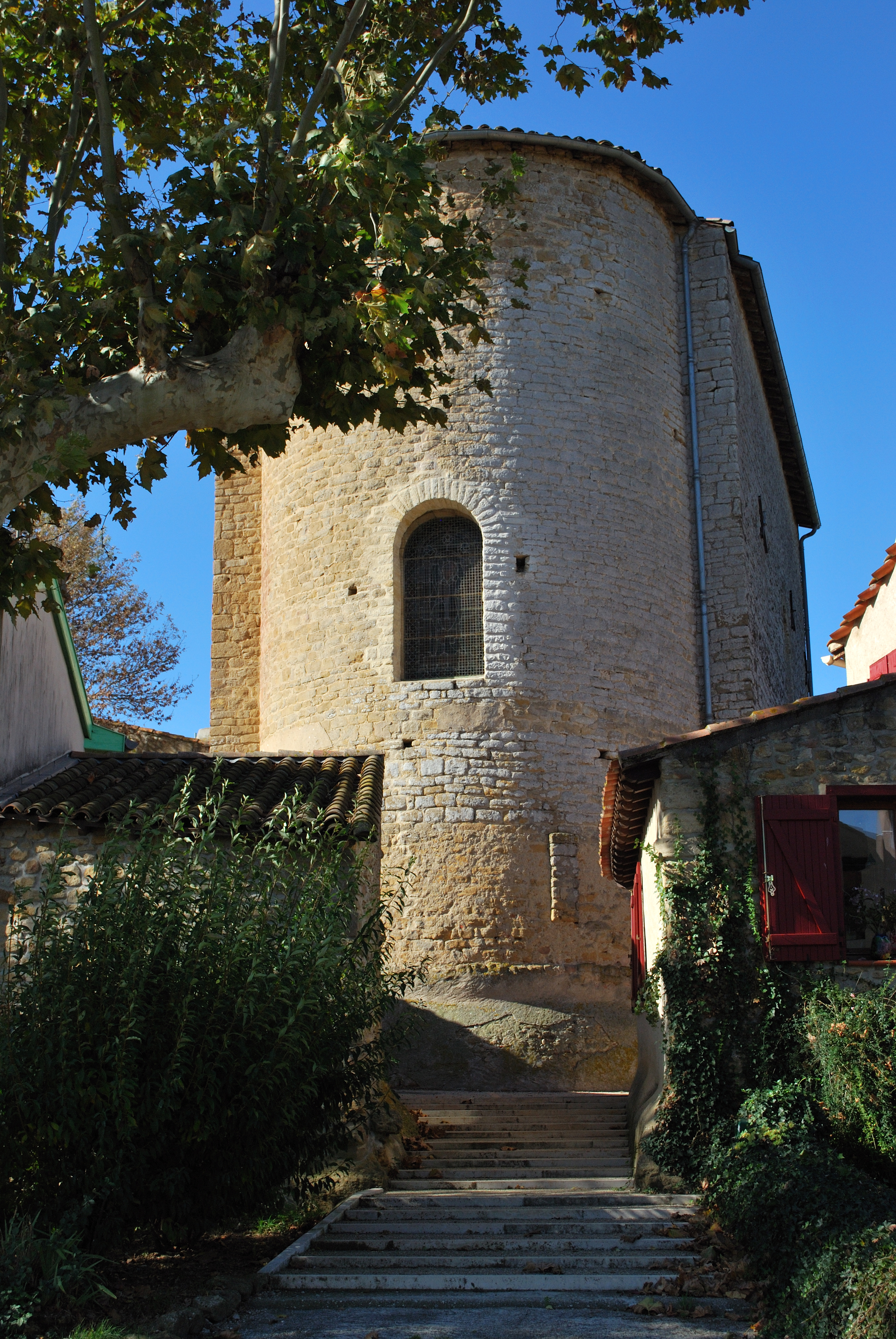
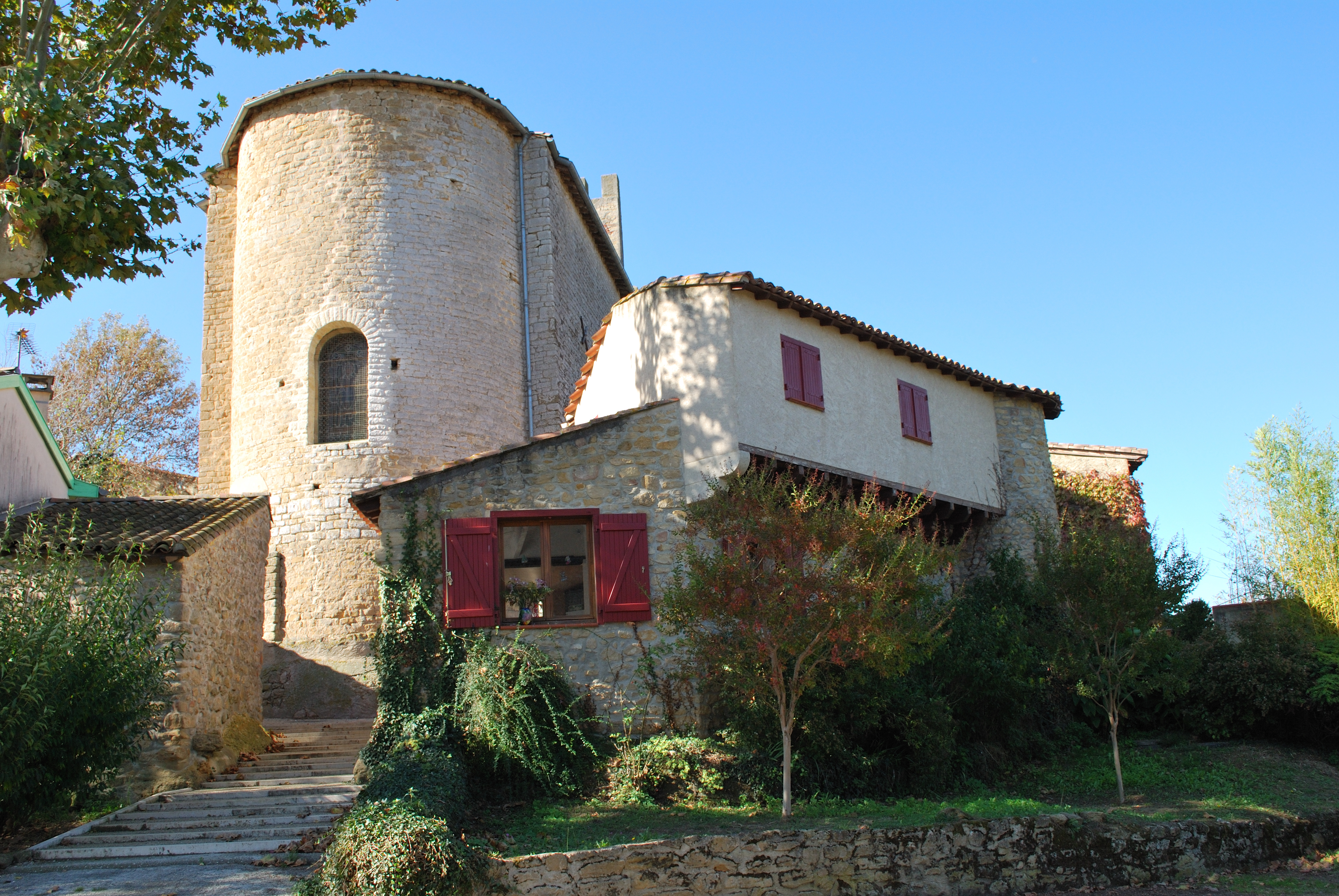
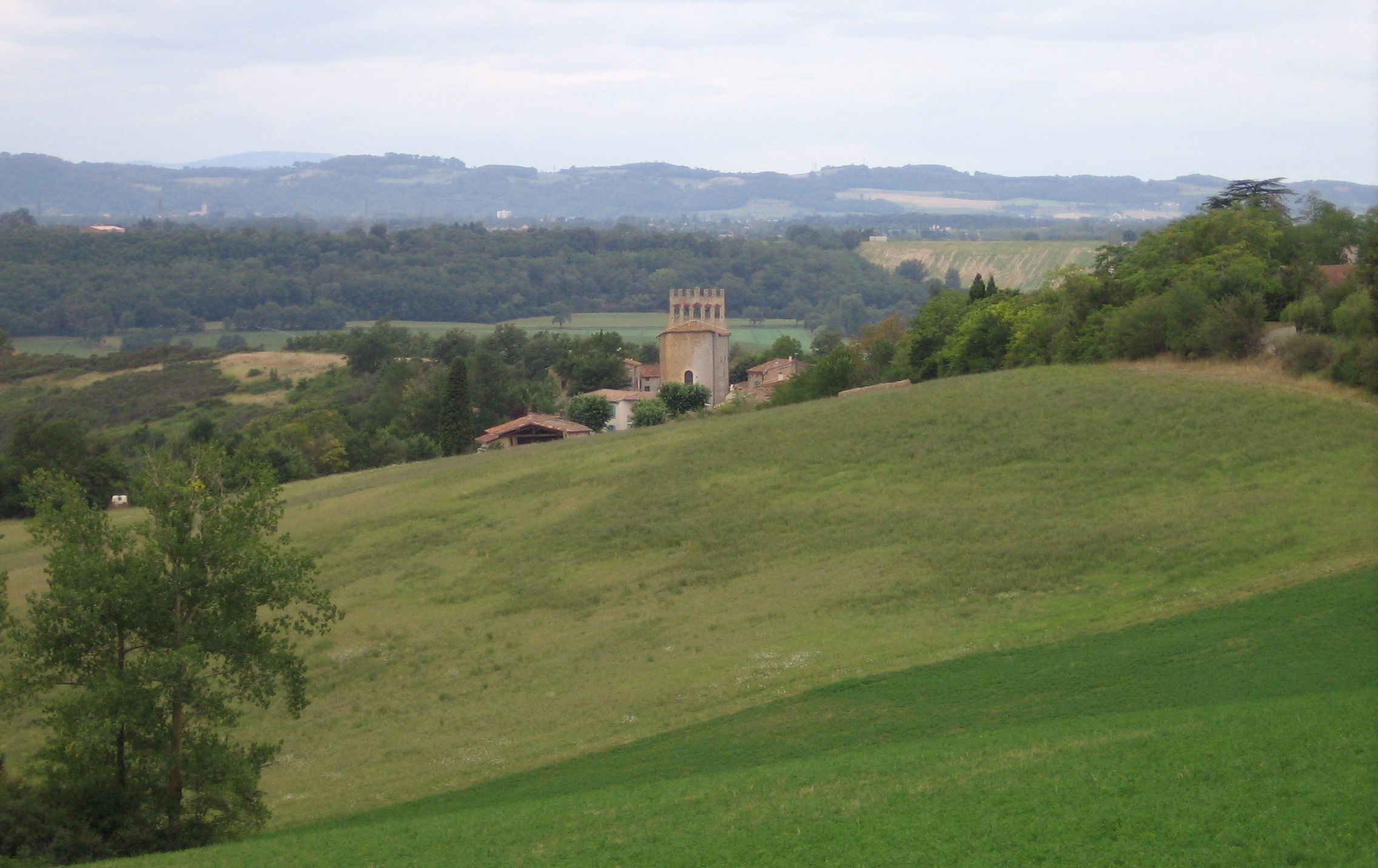
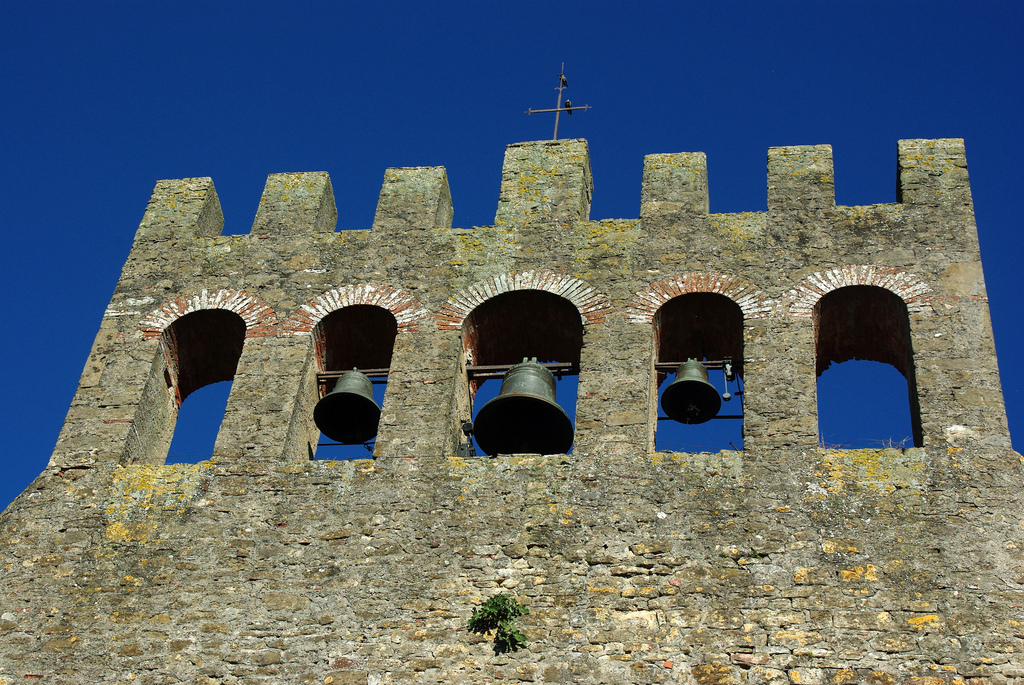
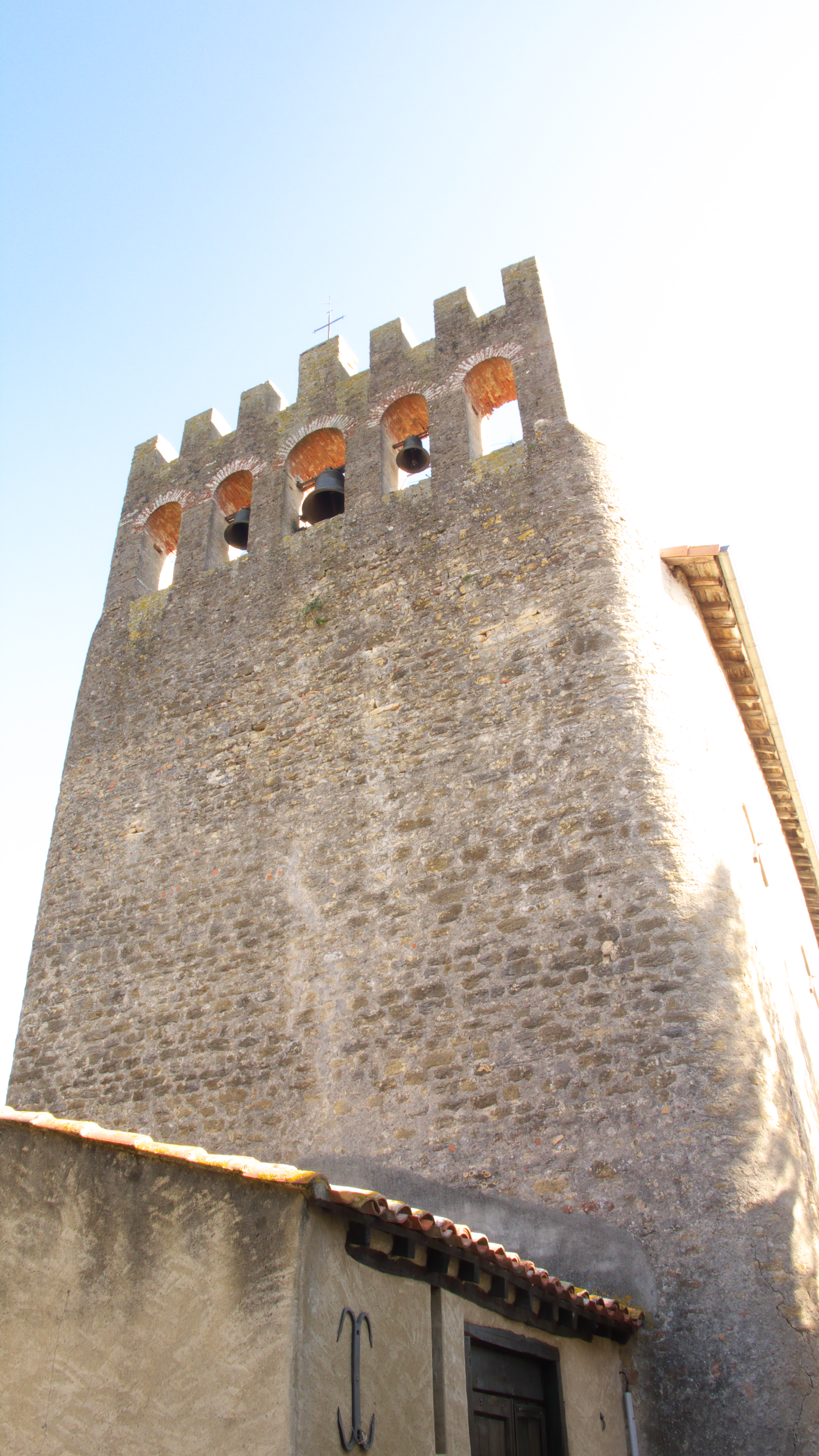